# Douglas Lindsay
Douglas Lindsay (* 1964 in Lanarkshire) ist ein schottischer Krimi-Autor. 
Seine Kriminalromane über das Leben des Frisörs Barney Thomson, dessen Grundlagen er während eines längeren Aufenthaltes im Senegal erarbeitet hat, zeichnen sich durch schwarzen Humor aus.
Neben der Thomson-Serie hat Lindsay verschiedene Kurzgeschichten und 2008 mit Lost in Juarez eine satirische Verschwörungstheorie über einen wachsenden Polizeistaat veröffentlicht.
Bevor er hauptberuflicher Autor wurde arbeitete er für das Verteidigungsministerium des Vereinigten Königreichs in Glasgow und Brüssel. Lindsay ist verheiratet und hat zwei Kinder, zwischenzeitlich lebte er in Polen, ist aber wieder nach Südengland zurückgekehrt.

## Barney-Thomson-Romane
- Furcht und Schrecken im Frisörsalon, 2000 (The Long Midnight of Barney Thomson, 1999)
- Waschen, Schneiden, Umlegen, 2001 (The Cutting Edge of Barney Thomson, 2000)
- Interview mit einem Barbier, 2003, (A Prayer for Barney Thomson, 2001)
- Für eine Handvoll Lockenwickler, 2003 (The King was in His Counting House, 2003)
- Der Herr der Klinge, 2004 (The Final Cut, 2009)[3]
- Die zwölf Geschorenen, 2005 (The Last Fish Supper, 2006)
- The Haunting of Barney Thomson, 2007
- The Final Cut, 2009

## Weitere Bücher
- Lost in Juarez, 2008